# Сивер, Том
Джордж Томас Сивер (англ. George Thomas "Tom" Seaver, 17 ноября 1944 — 31 августа 2020) — американский профессиональный бейсболист, выступавший в Главной лиге бейсбола на позиции питчера. За свою карьеру, с 1967 по 1986 год, он выступал за четыре разные команды, однако большую часть карьеры провёл в «Нью-Йорк Метс». За 20 лет в МЛБ он одержал 311 побед, сделал 3640 страйкаутов, 61 шатаут, а его средняя пропускаемость составила 2,86. В 1992 году он был включен в бейсбольный Зал славы, набрав рекордный процент в истории. «Нью-Йорк Метс» закрепили за Сивером № 41, таким образом он стал одним из двух игроков команды с закреплённым номером.
Сивер стал новичком года Национальной лиги в 1967 года и завоевал три награды Сая Янга НЛ. Он является лидером «Метс» по количеству одержанных побед и считается многими экспертами лучшим стартовым питчером в истории бейсбола.

## Карьера комментатора
После завершения игровой карьеры Сивер работал телевизионным комментатором игр «Метс» и «Нью-Йорк Янкис», а также вместе с Винсом Скалли работал на NBC в 1989 году. С 1989 по 1993 года он работал аналитиком «Янкис» на канале WPIX, а с 1999 по 2005 год аналитиком «Метс» на WPIX. Кроме того, он работал неполный рабочий день скаутом и тренером питчеров на весенних тренировках.
Скончался во сне в возрасте 75 лет 31 августа 2020 года. Причина смерти — вирусная инфекция COVID-19 в сочетании с сопутствующими заболеваниями.